# Liste du patrimoine mondial au Honduras
Cet article recense les sites inscrits au patrimoine mondial au Honduras.

## Statistiques
Le Honduras ratifie la Convention pour la protection du patrimoine mondial, culturel et naturel le 8 juin 1979. Le premier site protégé est inscrit en 1980.
En 2023, le Honduras compte 2 sites inscrits au patrimoine mondial, 1 culturel et 1 naturel.
À la même date, le pays a également soumis 4 sites à sa liste indicative : 3 culturels et 1 naturel.

## Listes

### Patrimoine mondial
Les sites suivants sont inscrits au patrimoine mondial.
| Site                                | Département    | Type                              | Date | Superficie (ha) | Lien | Notes                                                    | Coordonnées                         | Illus. |
| ----------------------------------- | -------------- | --------------------------------- | ---- | --------------- | ---- | -------------------------------------------------------- | ----------------------------------- | ------ |
| Site maya de Copán                  | Copán          | Culturel, (iv), (vi)              | 1980 |                 | 129  |                                                          | 14° 51′ 00″ nord, 89° 07′ 59″ ouest |        |
| Réserve de la biosphère Río Plátano | Gracias a Dios | Naturel, (vii), (viii), (ix), (x) | 1982 | 350 000         | 196  | En péril entre 1996 et 2007, puis à nouveau depuis 2011. | 15° 44′ 38″ nord, 84° 40′ 30″ ouest |        |

### Liste indicative
Les sites suivants sont inscrits sur la liste indicative du pays.
| Site                                            | Département                              | Type                      | Date | Lien | Notes                                             | Coordonnées | Illus. |
| ----------------------------------------------- | ---------------------------------------- | ------------------------- | ---- | ---- | ------------------------------------------------- | --- | ------ |
| Abri sous roche d'El Gigante                    | La Paz                                   | Culturel (iii), (iv), (v) | 2021 | 6542 |                                                   | 14° 13′ 41″ nord, 88° 03′ 25″ ouest |        |
| Forteresse de San Fernando (es)                 | Cortés                                   | Culturel (iv)             | 2021 | 6540 |                                                   | 15° 46′ 44″ nord, 88° 02′ 24″ ouest |        |
| Réserve de la biosphère Río Plátano (extension) | Colón, Gracias a Dios, Olancho           | Naturel (viii), (ix), (x) | 2019 | 6383 | Extension du site du patrimoine mondial existant. | 15° 44′ 38″ nord, 84° 40′ 30″ ouest |        |
| Villes minières du centre et du sud du Honduras | Choluteca, Francisco Morazán, El Paraíso | Culturel (iv)             | 2021 | 6543 | 7 sites : - Yuscarán                              | 14° 36′ nord, 87° 07′ ouest 13° 17′ nord, 87° 02′ ouest 13° 56′ nord, 87° 18′ ouest 14° 02′ nord, 87° 03′ ouest 14° 06′ nord, 87° 07′ ouest 14° 06′ nord, 87° 13′ ouest 13° 56′ nord, 86° 51′ ouest |        |